# Кінетохор

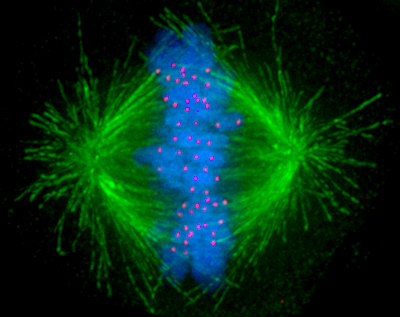
Веретено поділу в клітині людини. Мікротрубочки виділено зеленим кольором, хромосоми — синім, кінетохори — червоним.

Кінетохор — білкова структура на  хромосомі, до якої кріпляться волокна  веретена поділу під час поділу клітини. Кінетохори відіграють найважливішу роль при сегрегації хромосом для подальшого поділу батьківської клітини на дві дочірні.
Кінетохори формуються на центромерах хромосом у  еукаріотів. Кінетохори поділяють на дві області — внутрішню, міцно пов'язану з центромерною ДНК, і зовнішню, що взаємодіє з мікротрубочками веретена поділу.
На початку мітозу мікротрубочки, що швидко ростуть і тут же розпадаються, активно «обмацують» цитоплазму клітини в пошуках кінетохор . Зв'язки мікротрубочок, що кріпляться до одиничного кінетохору, називають «К-пучками» (англ. K-bundles). З ходом еволюції і ускладненням організмів, число мікротрубочок, що кріпляться до одиничного кінетохора, очевидно, зростала: у дріжджів виду Saccharomyces cerevisiae до кінетохору кріпиться одна мікротрубочка, у Schizosaccharomyces pombe — від 2 до 4, у мушки Drosophila melanogaster від 4 до 6, у ссавців — від 20 і більше.
Структурно кінетохори складаються з безлічі  білків, їх набір різний у різних видів, але багато з них гомологічних. Основними білками, що входять до складу кінетохора є білки, що зв'язують його з  хроматидою, і білки, що беруть участь в перенесенні хроматиди по мікротрубочках веретена поділу. Основними з них є дінеїни. Активно досліджується молекулярна еволюція будови кінетохора.

## Етимологія
Слово «кінетохор» складено з двох грецьких коренів: кине — рух, і хорос — місце.
Багатьох читачів плутає триваюче помилкове використання термінів «кінетохор» і «центромера» для загального позначення звуженої частини хромосом, що з'єднується з веретеном, для позначення ДНК-послідовності в цій галузі, для позначення частини гетерохроматину в цій позиції.